# Erysimum hieraciifolium
Erysimum hieraciifolium là một loài thực vật có hoa trong họ Cải. Loài này được L. f. mô tả khoa học đầu tiên.